# Arie Ribbens
Arie Ribbens (Eindhoven, 22 januari 1937 – Emmeloord, 3 december 2021) was een Nederlands zanger.

## Biografie
Ribbens was geboren en getogen in Eindhoven. Na de middelbare school speelde hij in verschillende bandjes. Daarna werd hij slagwerker in diverse regionale orkesten. Ten slotte werd hij leider bij het kwartet van Arie Ribbens.

## Carrière
Zijn repertoire bestond voornamelijk uit feest- en carnavalsmuziek en omvat onder meer de nummers Brabantse nachten zijn lang, Polonaise Hollandaise, Akketdoe, Polonaise achteruit, Ik ben verliefd op Hanja Maij-Weggen en Reggae te gek he. Polonaise Hollandaise is een min of meer Nederlandse vertaling, maar met een eigen Nederlandse tekst, van het nummer Polonaise Blankenese van de Duitse zanger Gottlieb Wendehals.
Ribbens speelde een gastrol in de film Filmpje! van Paul de Leeuw. De laatste jaren scoorde hij geen grote hits meer, maar in het schnabbelcircuit was Ribbens tot februari 2015 nog wel actief. Sinds november 2008 trad hij samen met Maggie MacNeal op als het duo Mouth & MacNeal. Hij verving de oorspronkelijke Mouth Willem Duyn, die in 2004 overleed.
Ribbens bracht in 2011 een nieuwe single uit: Met jou word ik honderd.
In mei 2013 lanceerde Ribbens, op 76-jarige leeftijd, in de Verenigde Staten zijn cd Een nieuwe weg per raket.
Op 19 maart 2014 werd een aflevering van Jouw vrouw, mijn vrouw uitgezonden op RTL 4, waarin Ribbens zijn vrouw tijdelijk inruilde voor Heleen van Royen, en zijn vrouw tijdelijk bij Heleen van Royens vriend Bart Meeldijk introk.

## Gezondheid
In februari 2015 maakte Ribbens bekend dat hij gestopt was met zingen vanwege beschadigde stembanden.
Ribbens kreeg in 2009 voor de eerste keer longkanker. De ziekte kwam nadien een aantal keren terug en in 2019 bleek dat er geen genezing meer mogelijk was. Daarnaast leed hij aan nierproblemen, een gebroken heup en vasculaire dementie. Hij overleed op 3 december 2021 op 84-jarige leeftijd aan COVID-19.

## Discografie

### Albums
| Album met eventuele hitnotering(en) in de Nederlandse Album Top 100 | Datum van verschijnen | Datum van binnenkomst | Hoogste positie | Aantal weken | Opmerkingen   |
| ------------------------------------------------------------------- | --------------------- | --------------------- | --------------- | ------------ | ------------- |
| 100 Jaar Arie Ribbens                                               | 1973                  | -                     |                 |              |               |
| Het beste van Arie Ribbens-Akketdoe                                 | 1983                  | -                     |                 |              | Verzamelalbum |
| 15 Jaar feest                                                       | 1995                  | -                     |                 |              |               |
| 15 Jaar                                                             | 2001                  | -                     |                 |              | Verzamelalbum |
| Feest met Arie Ribbens                                              | 2001                  | -                     |                 |              | Verzamelalbum |
| Het beste van Arie Ribbens                                          | 2002                  | -                     |                 |              | Verzamelalbum |
| Hollands goud                                                       | 2002                  | -                     |                 |              | Verzamelalbum |
| Een nieuwe weg                                                      | 2013                  | -                     |                 |              |               |

### Singles
| Single met eventuele hitnotering(en) in de Nederlandse Top 40 | Datum van verschijnen | Datum van binnenkomst | Hoogste positie | Aantal weken | Opmerkingen |
| ------------------------------------------------------------- | --------------------- | --------------------- | --------------- | ------------ | --- |
| Bloemen aan de muur                                           | 1958                  | -                     |                 |              | |
| Laat nu de kat maar komen                                     | 1967                  | -                     |                 |              | |
| Dat zien we morgen wel weer                                   | 1973                  | 10-03-1973            | 37              | 2            | |
| Mijn kleine Nathalie                                          | 1973                  | 09-06-1973            | tip15           | -            | |
| Brabantse nachten zijn lang                                   | 1980                  | 19-07-1980            | 16              | 8            | Nr. 9 in de Nationale Hitparade |
| De mannen van de nacht                                        | 1980                  | -                     |                 |              | |
| Polonaise Hollandaise                                         | 1982                  | 30-01-1982            | 9               | 7            | Nr. 8 in de Nationale Hitparade |
| Polonaise achteruit                                           | 1983                  | 29-01-1983            | 19              | 5            | Nr. 29 in de Nationale Hitparade |
| Akketdoe                                                      | 1983                  | 03-09-1983            | 30              | 3            | Nr. 21 in de Nationale Hitparade |
| Lang leve de lol                                              | 1984                  | 21-01-1984            | tip14           | -            | Nr. 35 in de Nationale Hitparade |
| Reggae te gek hè                                              | 1984                  | 11-08-1984            | tip10           | -            | Nr. 38 in de Nationale Hitparade |
| De eindeloze polonaise - Potpourri                            | 1985                  | -                     |                 |              | met De Deurzakkers, André van Duin, The Dutch Boys, De Havenzangers, Dennie Christian, De Valentino's & Nico Haak / Nr. 48 in de Nationale Hitparade |
| Spring maar achterop                                          | 1984                  | -                     |                 |              | |
| Poe poe                                                       | 1985                  | -                     |                 |              | |
| Jo-jo Jo                                                      | 1986                  | -                     |                 |              | |
| Vanavond gaan we stappen                                      | 1988                  | 20-02-1988            | 34              | 2            | Nr. 26 in de Nationale Hitparade Top 100 |
| De polonaise                                                  | 1989                  | 07-01-1989            | tip4            | -            | Nr. 33 in de Nationale Hitparade Top 100 |
| Liefde is leven                                               | 1989                  | 01-07-1989            | tip15           | -            | met Nathalie / Nr. 58 in de Nationale Hitparade Top 100                                                                                              |
| Bij Rio linksaf                                               | 1989                  | 25-11-1989            | tip10           | -            | Nr. 51 in de Nationale Hitparade Top 100 |
| Ik ben verliefd op Hanja May-Weggen                           | 1990                  | 09-06-1990            | tip12           | -            | Nr. 60 in de Nationale Top 100 |
| Maar d'r is t'r maar één waar ik het meest van hou            | 1991                  | 12-01-1991            | tip4            | -            | Nr. 36 in de Nationale Top 100 |
| Don't worry baby                                              | 1992                  | -                     |                 |              | Nr. 68 in de Nationale Top 100 |
| Oh oh Jacqueline                                              | 1993                  | -                     |                 |              | |
| Oranje is niet te verslaan                                    | 1994                  | -                     |                 |              | |
| Piet Hein                                                     | 1994                  | -                     |                 |              | |
| Drie dolle dagen                                              | 1995                  | -                     |                 |              | |
| Ik ga uit m'n bol aan de Costa Del Sol                        | 1995                  | -                     |                 |              | |
| Oh Antoinette                                                 | 1995                  | -                     |                 |              | |
| Drie dagen hoempa                                             | 1996                  | -                     |                 |              | |
| Vakmanschap is meesterschap                                   | 1996                  | -                     |                 |              | |
| Maria van de pizzeria                                         | 1997                  | -                     |                 |              | |
| De echte ouderwetse boerenblaaskapel                          | 1997                  | -                     |                 |              | |
| Zak eens naar beneden                                         | 1998                  | -                     |                 |              | |
| Bonjour adieu                                                 | 1998                  | -                     |                 |              | |
| Lekker in de olie                                             | 2000                  | -                     |                 |              | |
| Rauw, rauw, rauw, ik lust je rauw                             | 2001                  | -                     |                 |              | |
| Kijk nou eens wie daar binnen komt                            | 2002                  | -                     |                 |              | |
| Op m’n doedelzak                                              | 2003                  | -                     |                 |              | |
| Ritsen ritsen                                                 | 2006                  | -                     |                 |              | met DJ Goldfinger / Nr. 69 in de Single Top 100 |
| Met jou word ik 100                                           | 2011                  | -                     |                 |              | |
| Als de biertap open gaat                                      | 2011                  | -                     |                 |              | |
| Kleine dingen in het leven                                    | 2012                  | -                     |                 |              | met Nick |
| Een nieuwe weg                                                | 2013                  | -                     |                 |              | |